# Crkva sv. Benedikta u Donjem Stupniku

Crkva sv. Benedikta u Donjem Stupniku rimokatolička je crkva u naselju Donji Stupnik koje je u sastavu općine Stupnik. Crkva je zaštićeno kulturno dobro.

## Opis dobra
U naselju Donji Stupnik, na blago povišenom platou, neposredno uz raskrižje povijesnih putova, nekada ograđena cinktorom, a danas neprimjerenim zidom, smještena je kapela Sv. Benedikta. Na ovoj lokaciji bila je drvena kapelica sagrađena 1650. godine koju će zamijeniti zidana, sagrađena već krajem 17. stoljeća, točnije 1696. godine. Položena u smjeru istok-zapad eksponirana je i značajna u krajobraznim vizurama.

## Zaštita
Pod oznakom Z-2910 zavedena je kao nepokretno kulturno dobro – pojedinačno, pravna statusa zaštićena kulturnog dobra, klasificirano kao "sakralna graditeljska baština".

## Galerija
- Ulazna vrata i prednje pročelje
- Pogled na crkvu
- Bočno pročelje